# Phare de Punta Maya
Le phare de Punta Maya (en espagnol : Faro de Punta Maya) est un phare actif situé à Punta Maya (ceb), sur le littoral nord de la province de Matanzas, à Cuba.

## Situation
Punta Maya est sur le territoire de la municipalité de Matanzas, sur le côté Est de l'entrée de la baie de Matanzas (es).

## Histoire
La première station de signalisation maritime date de 1898.
Le phare actuel a été mis en service en 1988. Il se trouve sur une zone militaire et il est protégé par une enceinte. Il commémore le 30e anniversaire de la révolution qui a amené Fidel Castro au pouvoir.

## Description
Ce phare est une tour cylindrique en béton avec des contreforts, avec une galerie octogonale et une lanterne de 32 m de haut. La tour est peinte en blanc. Il émet, à une hauteur focale de 34 m, un éclat blanc d'une seconde par période de 8 secondes. Sa portée est de 17 milles nautiques (environ 31,5 km).
Identifiant : ARLHS : CUB-032 ; CU-0152 - Amirauté : J4872 - NGA : 110-12620.

## Caractéristique dufeu maritime
Fréquence : 8 secondes (W)
- Lumière : 1 seconde
- Obscurité : 7 secondes